# محمد توفيق نسيم باشا
محمد توفيق نسيم باشا (30 يونيو 1871 - 8 مارس 1938)، هو رئيس وزراء مصر من مايو 1920 -1921، وفترة ثانية من 1922 حتى 1923، وثالثة من 1934-1936.

## النشأة
ولد بالقاهرة في 30 يونيو عام 1871، ينتمي لأسرة تركية موطنها الأصلي في الأناضول، وجده الأكبر لاظوغلي مدير الإدارة المالية في عهد محمد علي باشا الكبير وصاحب التمثال القابع اليوم بميدان لاظوغلي، ووالده هو اللواء محمد نسيم باشا.
تلقى العلم بمدرسة الفرير، ونال منها الابتدائية والثانوية، والتحق بمدرسة الحقوق، وتخرج منها عام 1894.

## حياته السياسية
عين بوظيفة كاتب عام 1894، ثم معاون نيابة عام 1895، ثم أخذ يرتقي درج سلك النيابة حتى انتقل إلى سلك القضاء فأصبح قاضياً عام 1908 بمحكمة مصر الابتدائية، وقد تولى وزارة الأوقاف في وزارة محمد سعيد الثانية (20 مايو 1919- 20 نوفمبر 1919)، ثم وزيراً للداخلية في وزارة يوسف وهبة الأولى (20 نوفمبر 1919 - 21 مايو 1921).
تولى مهام منصب رئيس الوزراء ووزير الداخلية في وزارته الأولى التي قام بتشكيلها (21 مايو 1920-16 مارس 1921).
رئيس الديوان الملكي من (2 إبريل 1922-9 نوفمبر 1922)، ثم تولّى رئاسة الوزارة للمرة الثانية (30 نوفمبر 1922-9 فبراير 1923)، واحتفظ فيها بمنصب وزير الداخلية أيضا، ثم عُيِّن وزيراً للمالية في وزارة سعد زغلول (28 يناير 1924-24 نوفمبر 1924)، وتولّى فيها وزارة الداخلية بالنيابة (10 مارس 1924).
رئيس مجلس الشيوخ من (25 نوفمبر 1924-14 ديسمبر 1925)، ثم رئيساً للديوان الملكي (1925-1931). تولّى رئاسة الوزارة للمرة الثالثة (14 نوفمبر 1934-30 يناير 1936)، واحتفظ فيها بمنصب وزير الداخلية أيضا. رئيس مجلس الشيوخ للمرة الثانية (11 مايو 1936-12 مايو 1936).

## رئاسته الوزارة الأولى

### حكومته
| الوزير               | الوزارة                                        |
| -------------------- | ---------------------------------------------- |
| أحمد زيور باشا       | وزارة المواصلات                                |
| أحمد ذو الفقار       | وزارة الحقانية                                 |
| حسين درويش باشا      | وزارة الأوقاف                                  |
| محمد توفيق نسيم باشا | وزارة الداخلية                                 |
| محمد شفيق باشا       | وزارة الأشغال العمومية، وزارة الحربية والبحرية |
| محمد توفيق رفعت      | وزارة المعارف العمومية                         |
| محمود فخري باشا      | وزارة المالية                                  |
| يوسف سليمان بك       | وزارة الزراعة                                  |

## رئاسته الوزارة الثانية

### حكومته
| الوزير               | الوزارة                |
| -------------------- | ---------------------- |
| أحمد علي باشا        | وزارة الزراعة          |
| أحمد ذو الفقار       | وزارة الحقانية         |
| إسماعيل سري          | وزارة الأشغال العمومية |
| محمد إبراهيم باشا    | وزارة الأوقاف          |
| محمد توفيق نسيم باشا | وزارة الداخلية         |
| محمد توفيق رفعت      | وزارة المواصلات        |
| محمود عزمي باشا      | وزارة الحربية والبحرية |
| محمود فخري باشا      | وزارة الخارجية         |
| يحيى إبراهيم باشا    | وزارة المعارف العمومية |
| يوسف سليمان باشا     | وزارة المالية          |

## رئاسته الوزارة الثالثة

### حكومته
| الوزير                   | الوزارة                                        |
| ------------------------ | ---------------------------------------------- |
| أحمد عبد الوهاب باشا     | وزارة المالية                                  |
| أحمد نجيب الهلالي باشا   | وزارة التجارة والصناعة، وزارة المعارف العمومية |
| أمين أنيس باشا           | وزارة الحقانية                                 |
| عبد العزيز عزت باشا      | وزارة الخارجية                                 |
| عبد العزيز محمد          | وزارة الأوقاف                                  |
| عبد المجيد عمر بك        | وزارة الأشغال العمومية، وزارة المواصلات        |
| كامل إبراهيم             | وزارة الخارجية، وزارة الزراعة                  |
| محمد توفيق عبد الله باشا | وزارة الحربية والبحرية                         |
| محمد توفيق نسيم باشا     | وزارة الداخلية                                 |

## إنجازاته
- أثناء توليه منصب وزير الأوقاف عمل على تحسين إدارة الأوقاف الأهلية وأوقاف الحرمين الشريفين، واهتم بحفظ الآثار وصيانة المساجد والزوايا والأضرحة.
- عقب تعيينه وزيراً للداخلية عمل على حفظ الأمن العام، وعدّل لائحة الموازين بدمغ الذهب لمنع غشه، كما طلب إصدار نقود من النيكل والكروم.
- استصدر أمرا ملكياً عام 1934 بإلغاء العمل بدستور 1930، وهو دستور إسماعيل صدقي.
- أنشئت وزارة التجارة والصناعة في عهده بموجب المرسوم الصادر في 20 ديسمبر 1934.
- أقام محكمة أهلية وأخرى شرعية، ومحكمة المرور، وبناء محكمة كرموز الأهلية الجزئية الشرعية التي وضع أسسها عام 1934، وبدأ العمل فيها عام 1935، كما انتهى العمل في مشروع الجامعة الأزهرية في العام نفسه (1935).
- من مؤلفاته: «طلبة الراغبين في بيان حقوق الدائنين» بالاشتراك مع عبد العزيز محمد.

## وفاته
توفي في 8 مارس 1938.